# Florian Krüger
Florian Krüger, né le 13 février 1999 à Staßfurt en Allemagne, est un footballeur allemand qui joue au poste d'attaquant au Beerschot VA.

## Biographie

### En club

#### Erzgebirge Aue
Passé notamment par le FC Magdebourg et le FC Schalke 04, Florian Krüger rejoint l'Erzgebirge Aue à l'été 2018 sans avoir eu sa chance en équipe première avec Schalke. Il a notamment été recruté par l'Erzgebirge Aue sous les recommandations de l'ancien entraîneur de Schalke 04, Domenico Tedesco. Le 24 novembre 2018 Krüger joue son premier match en professionnel à l'occasion d'une rencontre de championnat face au VfL Bochum. Son équipe s'incline par deux buts à un ce jour-là. Il inscrit son premier but en professionnel lors de sa troisième apparition, le 8 décembre 2018, lors de la large victoire de son équipe face à Greuther Fürth, en championnat (0-5).
Au mois de novembre 2020, Florian Krüger prolonge son contrat jusqu'en 2023 avec l'Erzgebirge Aue. Le 3 janvier 2021, il réalise le premier doublé de sa carrière lors d'un match de championnat face à l'Eintracht Brunswick. Ses deux buts contribuent à la victoire des siens sur le score de trois buts à un.

#### Arminia Bielefeld
Le 23 janvier 2021, Florian Krüger s'engage avec l'Arminia Bielefeld pour un contrat courant jusqu'en juin 2025.

#### FC Groningue
Le 30 août 2022, Florian Krüger quitte l'Arminia Bielefeld pour s'engager en faveur du FC Groningue, aux Pays-Bas. Il signe un contrat de quatre ans plus une année en option, et vient pour renforcer un secteur offensif qui s'est dépeuplé avec les départs de Michael de Leeuw et Jørgen Strand Larsen,.
Krüger inscrit son premier but pour Groningue le 6 novembre 2022, lors d'une rencontre de championnat face au FC Utrecht. Titulaire, il ouvre le score mais ne permet pas à son équipe d'obtenir un résultat, celle-ci s'inclinant sur le score de deux buts à un.

#### Eintracht Brunswick
Le 29 août 2023, Florian Krüger retourne en Allemagne en s'engageant avec l'Eintracht Brunswick sous la forme d'un prêt d'une saison avec option d'achat.

#### Beerschot et Sarrebruck
Le 6 septembre 2024, Florian Krüger prend la direction de la Belgique en signant en faveur du Beerschot VA. 
Ne s'imposant pas dans son nouveau club où il est peu utilisé, Krüger est prêté dès le mercato hivernal, le 3 février 2025, au FC Sarrebruck, jusqu'à la fin de la saison,.

### En sélections nationales
Avec les moins de 20 ans il joue un total de six matchs, tous en 2019. Il marque un seul but, le 5 septembre contre la Tchéquie (victoire 4-2 des Allemands).
Le 3 septembre 2020, Florian Krüger joue son premier match avec l'équipe d'Allemagne espoirs face à la Moldavie. Il entre en jeu à la place de Salih Özcan ce jour-là et se fait remarquer en inscrivant également son premier but, participant ainsi à la victoire de son équipe (4-1).

## Statistiques
| Saison                | Club                       | Championnat           | Championnat | Championnat | Coupe(s) nationale(s) | Coupe(s) nationale(s) | Compétition(s) continentale(s) | Compétition(s) continentale(s) | Compétition(s) continentale(s) | Total | Total |
| Saison                | Club                       | Division              | M.          | B.          | M.                    | B.                    | Comp.                          | M.                             | B.                             | M.    | B.    |
| 2018-2019             | Erzgebirge Aue             | 2. Bundesliga         | 16          | 2           | -                     | -                     | -                              | -                              | -                              | 16    | 2     |
| 2019-2020             | Erzgebirge Aue             | 2. Bundesliga         | 32          | 7           | 2                     | 1                     | -                              | -                              | -                              | 34    | 8     |
| 2020-2021             | Erzgebirge Aue             | 2. Bundesliga         | 34          | 11          | 1                     | 0                     | -                              | -                              | -                              | 35    | 11    |
| Sous-total            | Sous-total                 | Sous-total            | 82          | 20          | 3                     | 1                     | -                              | 0                              | 0                              | 85    | 21    |
| 2021-2022             | Arminia Bielefeld          | Bundesliga            | 27          | 1           | 2                     | 0                     | -                              | -                              | -                              | 29    | 1     |
| 2021-2022             | Arminia Bielefeld          | 2. Bundesliga         | 4           | 0           | 1                     | 0                     | -                              | -                              | -                              | 5     | 0     |
| Sous-total            | Sous-total                 | Sous-total            | 31          | 1           | 3                     | 0                     | -                              | 0                              | 0                              | 34    | 1     |
| 2022-2023             | FC Groningue               | Eredivisie            | 22          | 4           | 1                     | 0                     | -                              | -                              | -                              | 23    | 4     |
| Sous-total            | Sous-total                 | Sous-total            | 22          | 4           | 1                     | 0                     | -                              | 0                              | 0                              | 23    | 4     |
| 2023-2024             | Eintracht Brunswick (prêt) | 2. Bundesliga         | 13          | 1           | -                     | -                     | -                              | -                              | -                              | 13    | 1     |
| Sous-total            | Sous-total                 | Sous-total            | 13          | 1           | 0                     | 0                     | -                              | 0                              | 0                              | 13    | 1     |
| Total sur la carrière | Total sur la carrière      | Total sur la carrière | 148         | 26          | 7                     | 1                     | -                              | 0                              | 0                              | 155   | 27    |